# Sphinctomyrmex stali
Sphinctomyrmex stali är en myrart som beskrevs av Mayr 1866. Sphinctomyrmex stali ingår i släktet Sphinctomyrmex och familjen myror. Inga underarter finns listade i Catalogue of Life.

## Bildgalleri

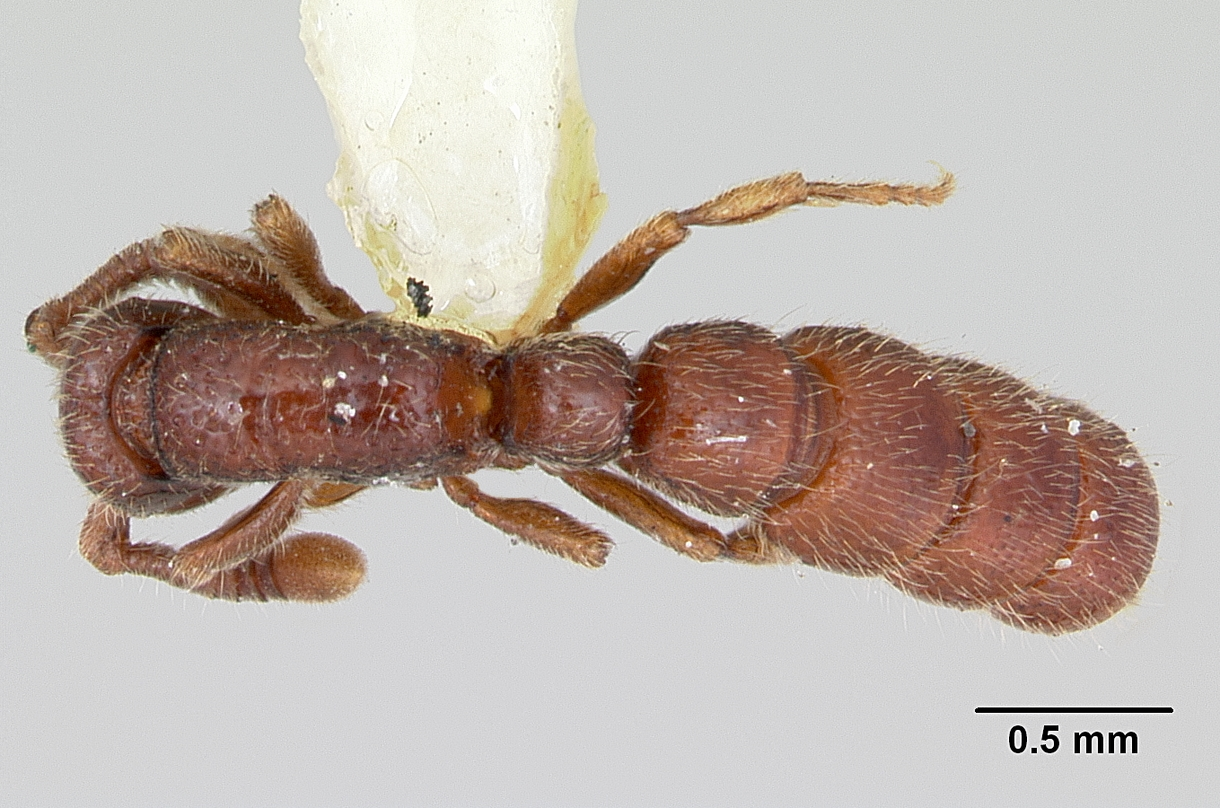
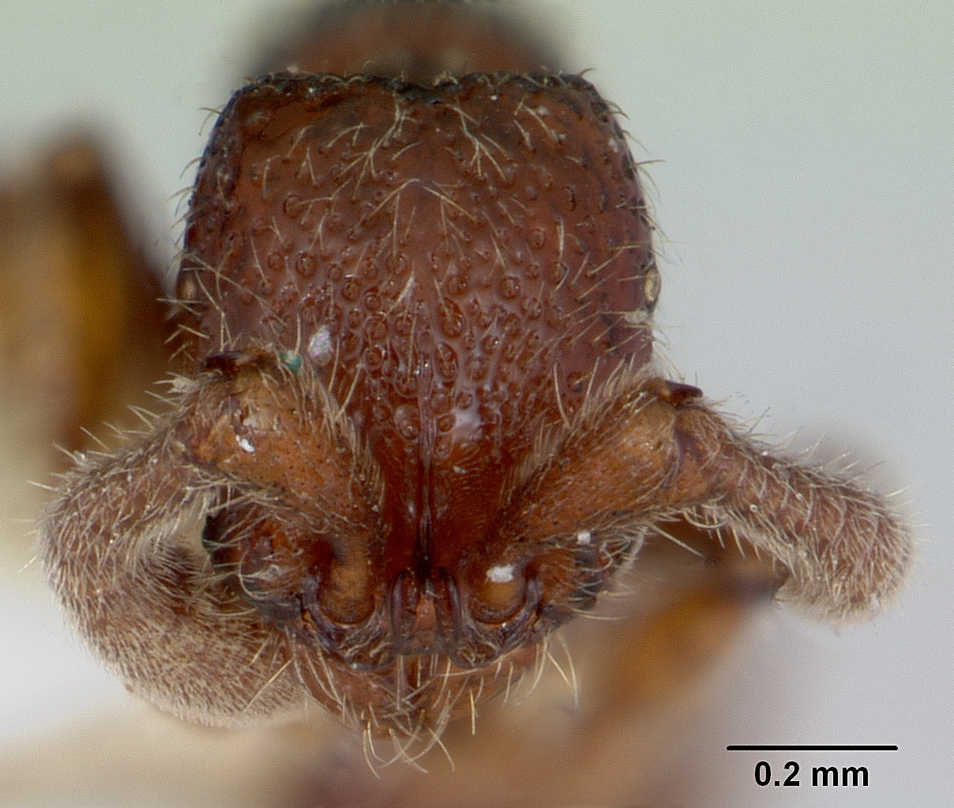
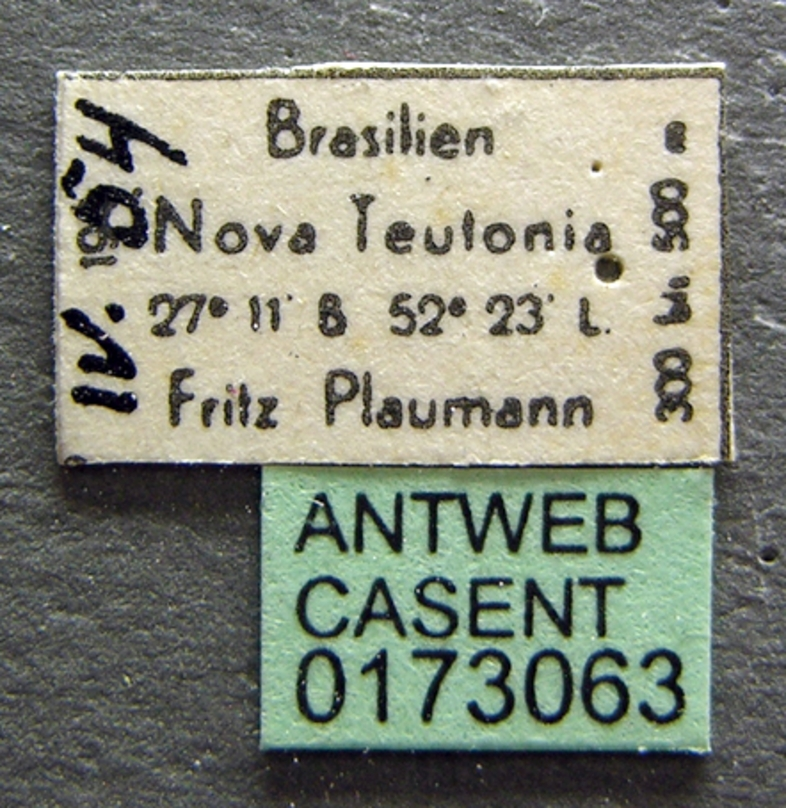
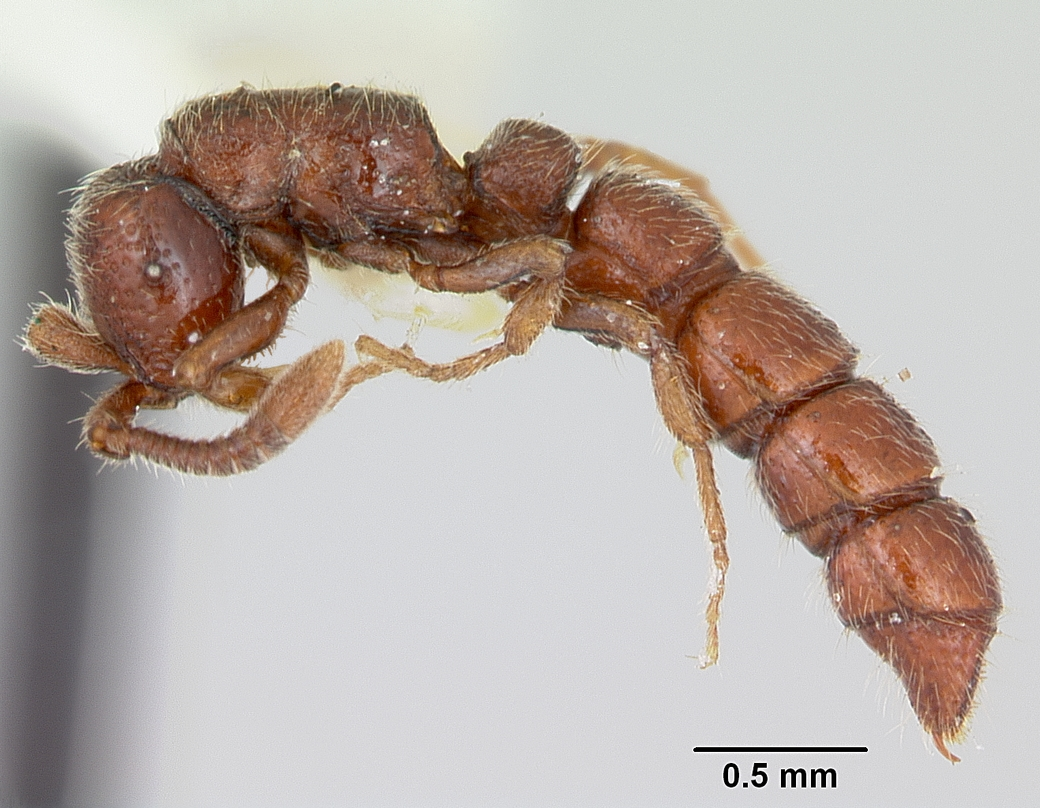
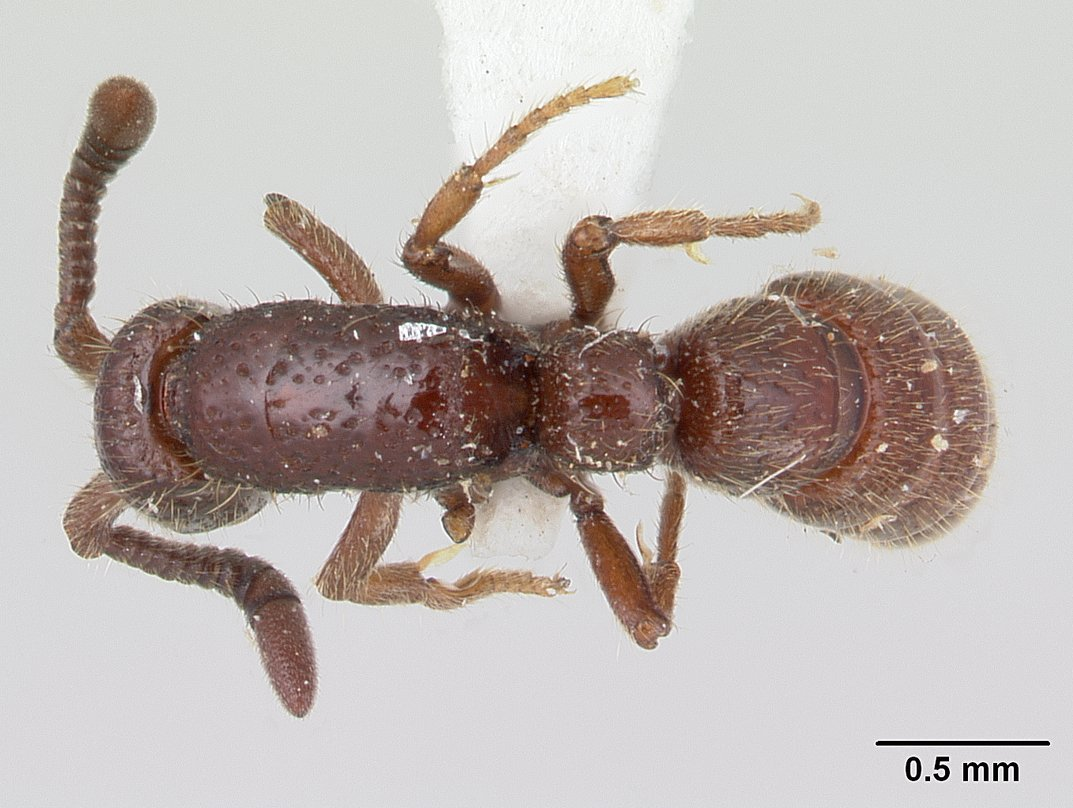
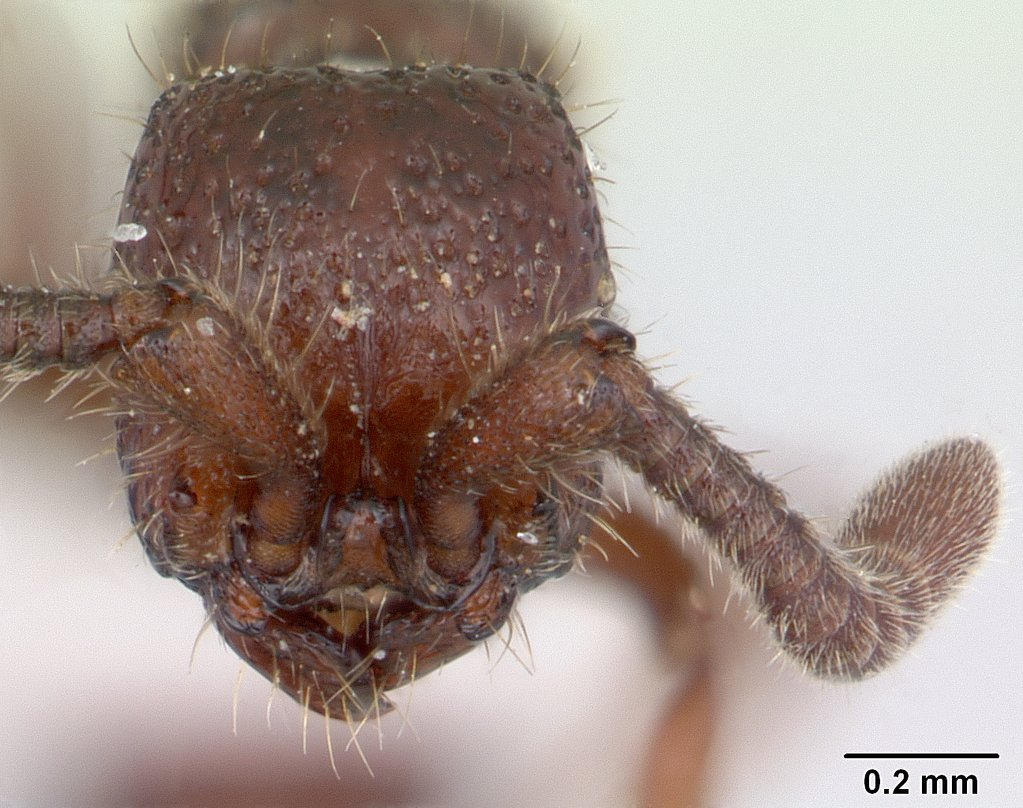